# Seznam hvězd v souhvězdí Rajky
Toto je seznam významných hvězd v souhvězdí Rajky (Apus). Hvězdy jsou seřazeny podle zdánlivé hvězdné velikosti.